# فرودگاه واگا واگا
فرودگاه واگا واگا  (به انگلیسی: Wagga Wagga Airport) واقع در شهر واگا واگا در ایالت نیو ساوت ولز یک فرودگاه نظامی/همگانی مسافربری با کد یاتا WGA است که یک باند فرود آسفالت دارد و طول باند آن ۱۷۶۸ متر است. این فرودگاه در کشور استرالیا قرار دارد و در ارتفاع ۲۲۱ متری از سطح دریا واقع شده است.